# Armed Forces Journal
Armed Forces Journal (AFJ) était une publication destinée aux officiers militaires américains et aux dirigeants du gouvernement et de l'industrie.
Créé en 1863 en tant que journal hebdomadaire, l'AFJ a été publié sous différents noms par différents propriétaires et sous différents formats pendant plus de 150 ans. La publication est passée au tout numérique après le numéro de juillet/août 2013 et a mis à jour son site web pour la dernière fois le 29 avril 2014.
La marque est actuellement détenue par Sightline Media Group, une holding de la société de capital-investissement Regent, qui a racheté le groupe de médias à Tegna en 2016.

## Histoire

### Dans les années 1800

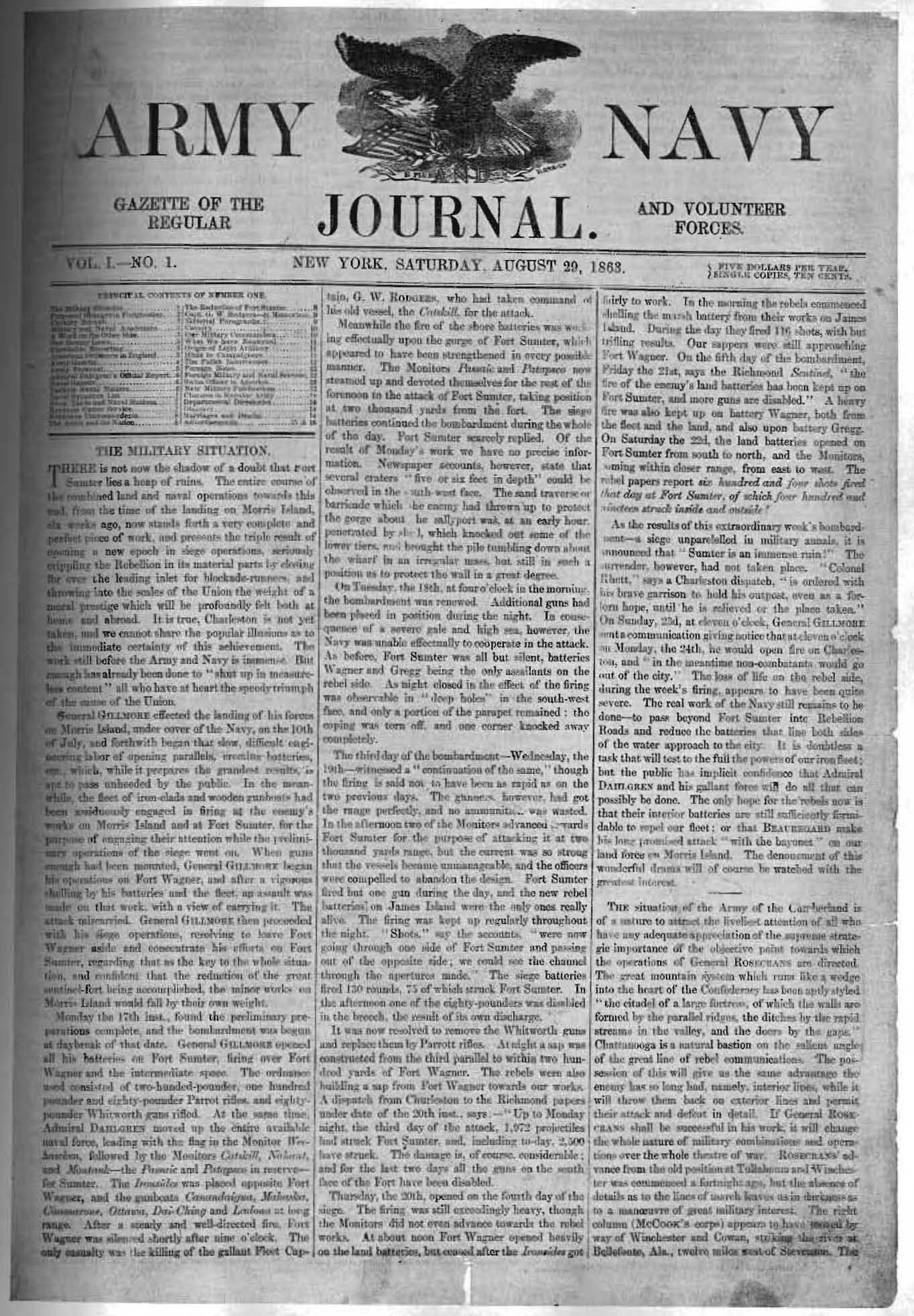
Page 1 du premier numéro, publié le 29 août 1863

La publication a été fondée sous le nom de The Army and Navy Journal and Gazette of the Regular and Volunteer Forces, un journal hebdomadaire imprimé à New York. Ses fondateurs étaient les frères Francis Pharcellus Church et William Conant Church. William était journaliste et vétéran de la guerre civile américaine. Dans sa jeunesse, il avait aidé son père à éditer et à publier le New York Chronicle; en 1860, à l'âge de 24 ans, il devint éditeur du New York Sun et, l'année suivante, accepta un poste de correspondant à Washington pour le The New York Times. En 1862, il est nommé capitaine dans l'United States Volunteers ; il sert pendant un an et reçoit les grades de major et de lieutenant-colonel.
Francis, qui avait couvert la guerre civile en tant que reporter pour le New York Times, a ensuite écrit pour le The Sun, où il a rédigé l'un des éditoriaux les plus célèbres du journalisme américain : Yes, Virginia, there is a Santa Claus (Oui, Virginia, le Père Noël existe).
Le premier numéro est publié le 29 août 1863, avec la devise suivante : "Établi en réponse à une demande insistante d'un organe officiel pour les membres de la Défense américaine et ceux qui s'en occupent". Le journal contient des nouvelles de la guerre civile, qui en est alors à sa troisième année, ainsi que "d'importants rapports officiels, des listes de promotions, des discussions sur les divhttps://upload.wikimedia.org/wikipedia/commons/3/3b/Button_template_alt.pngers équipements et méthodes de guerre, des commentaires éditoriaux sur les diverses questions navales et militaires du jour, et une grande masse d'informations à l'usage des lecteurs professionnels et non professionnels". L'exemplaire unique coûte 10 cents ; l'abonnement annuel est de cinq dollars.
Deux ans plus tard, le New York Times annonce la publication du deuxième volume annuel relié des numéros du journal. "Les propriétaires du Army and Navy Journal, en commençant la publication de leur journal il y a deux ans, ont cherché à fournir ce dont nous avions été privés jusqu'à présent - un organe consacré à l'histoire et aux organisations militaires et navales des États-Unis. Ils ont pleinement réussi, comme le prouve amplement la masse de matériel contenue dans le volume que nous avons sous les yeux".
Au cours de la décennie qui a suivi la guerre, l'Army and Navy Journal a joué un rôle dans la professionnalisation croissante de l'armée américaine. Il ne s'agissait pas d'un journal professionnel comme plusieurs autres parus après la guerre, mais "...en plus de ses articles sociaux et autres sur le personnel militaire, il contenait des articles, de la correspondance et des nouvelles d'intérêt pour les militaires qui contribuaient à lier ses lecteurs au sein d'une fraternité professionnelle commune...".
William Church participera à la fondation de la National Rifle Association of America en 1871,; lui et son journal resteront des figures du firmament politique pendant des décennies.
De 1894 à 1895, le rédacteur naval du journal est Winston Churchill - non pas le futur premier ministre britannique, mais un jeune diplômé de l'Académie navale des États-Unis qui y a organisé la première équipe d'aviron à huit et qui poursuivra une célèbre carrière de romancier.

### Dans les années 1900
Le 19 janvier 1903, William Church est l'invité d'honneur d'un dîner au restaurant Delmonico's à New York. Parmi les orateurs figurent le général Adna Chaffee, futur chef d'état-major de l'armée américaine, et le maire de New York Seth Low ; des lettres de regret sont lues par le président Theodore Roosevelt, le secrétaire à la Marine William Henry Moody, le secrétaire d'État John Hay et le financier J. Pierpont Morgan.
Après la mort de William Church en 1917, la rédaction est reprise pendant quelques années par Willard Church.
En 1921, un nouvel éditeur, Franklin Coe, et un nouveau rédacteur en chef, le général de brigade à la retraite Henry J. Reilly, font leur apparition. Diplômé de West Point, Reilly avait commandé un régiment d'artillerie en France pendant la Première Guerre mondiale et allait cofonder et diriger l'Association des officiers de réserve (Reserve Officers Association). Le nom du journal change également, atteignant sa plus grande longueur historique sous le nom de The American Army and Navy Journal, and Gazette of the Regular, National Guard and Reserve Forces.
En 1922, l'abonnement annuel coûte encore 6 dollars, un montant inchangé depuis plus d'un demi-siècle. Le tirage est de 20 293 exemplaires et le siège social est situé au 20 Vesey Street à New York. La même année, le journal absorbe National Service, la publication officielle de l'Association des camps d'entraînement militaires (Military Training Camps Association).
Au fil des ans, le journal et sa société mère publient plusieurs livres. Le plus ancien est peut-être "The Eclipse of American Sea Power" (L'éclipse de la puissance maritime américaine) du capitaine Dudley W. Knox, alors correspondant naval du journal (1920-23) et finalement l'un des historiens les plus influents à avoir porté l'uniforme de la marine américaine. Ce livre, le premier de Knox, a été publié en 1922 par J.J. Little & Ives Co. sous le copyright de The American Army & Navy Journal Inc.
En 1924, le nom du journal est tronqué et devient simplement The Army and Navy Journal.

#### L'ère O'Laughlin
En 1925, le journal est racheté par John Callan O'Laughlin, un ancien reporter de l'Associated Press qui a servi pendant la Première Guerre mondiale en tant que major du Corps des quartiers-maîtres (Quartermaster Corps) de l'armée américaine. Il était un proche de Roosevelt, ayant travaillé comme intermédiaire avec les Russes pour organiser les paix russo-japonaises, puis ayant été brièvement le premier secrétaire d'État adjoint du président.
O'Laughlin s'installe comme rédacteur en chef et éditeur, et change le nom du journal en Army and Navy Journal ; The Gazette of the Land, Sea, and Air. Cinq ans plus tard, O'Laughlin nomme LeRoy Whitman rédacteur en chef.
En 1933, le journal change de format, passant d'un broadsheet à un tabloïd plus petit. Ses bureaux sont alors situés au 1701 Connecticut Avenue NW à Washington, D.C..
O'Laughlin écrit au général Douglas MacArthur, alors chef d'état-major de l'armée et secrétaire d'État à la Guerre par intérim, pour proposer à son journal de créer et de décerner des médailles aux camps les mieux gérés du Civilian Conservation Corps. MacArthur accepte l'offre et répond par écrit : "En acceptant votre offre généreuse, permettez-moi d'exprimer ma reconnaissance pour l'attitude coopérative qui a toujours caractérisé vos contacts avec le ministère de la Guerre".
En 1938, lorsque le magazine fête son 75e anniversaire, il ajoute une devise : "Porte-parole des services depuis 1863".
En janvier 1945, le magazine Time décide de faire tomber O'Laughlin et son journal, "jovial et aux joues roses". La presse soviétique contrôlée par l'État avait récemment décrié l'appel lancé par le journal pour que Moscou établisse un second front contre l'Allemagne nazie en Pologne. Toute cette attention de la part de la Russie n'était pas due au tirage du Army & Navy Journal (27 568 exemplaires par semaine), mais à sa réputation de porte-parole "non officiel mais faisant autorité" de l'armée et de la marine américaines. Le Journal lui-même se plaît à entretenir cette impression... En réalité, le Journal n'est pas du tout officiel. Il ne fait pas non plus toujours autorité. O'Laughlin, précise l'hebdomadaire, "fait encore une grande partie de son travail. Il a cinq assistants, dont un seul (un ancien aumônier) a une formation militaire".

#### L'ère post-O'Laughlin
En mars 1949, O'Laughlin décède sans laisser de survivants immédiats. Membre du Gridiron Club, il lègue le Journal à l'organisation, un club de journalistes de Washington, D.C.. Les journaux évaluent la publication, "considérée presque comme un organe officiel des forces armées", à 500 000 dollars (6,1 millions de dollars aujourd'hui. Mais le legs, effectué sous la forme d'une fiducie devant être administrée par le club, crée un casse-tête pour l'organisation sociale. Comme le rapporte un journal, "la publication de magazines n'entre absolument pas dans les attributions du club".
Le 13 mai 1950, le club change de nom et devient The Army, Navy, Air Force Journal.
En mars 1958, les fiduciaires du Gridiron Club trust d'O'Laughlin vendent le Journal à son rédacteur en chef de longue date, LeRoy Whitman, et à sa directrice générale, Dorothy Cone Brown.
Le 4 janvier 1962, la publication est vendue à la Military Service Publishing Company de Harrisburg, en Pennsylvanie.
En 1962, le Journal absorbe The Army-Navy-Air Force Register. L'une des plus anciennes publications à thème militaire, le Register a été publié pour la première fois le 13 décembre 1879 sous le nom de The Army and Navy Register,. Le 17 mars, la publication fusionnée a été rebaptisée The Army-Navy-Air Force Journal & Register.
Ce nom reste en vigueur pendant deux ans. À partir du numéro du 8 juillet 1964, le magazine est rebaptisé The Journal of the Armed Forces.
En janvier 1965, LeRoy Whitman se retire après 35 ans en tant que rédacteur en chef. Son successeur est Daniel Z. Henkin, qui avait rejoint l'équipe en 1948 en tant que rédacteur en chef adjoint. Henkin quitte le journal après seulement neuf mois pour devenir directeur des opérations du service de presse du Pentagone.
De 1963 à 1967, l'éditeur est James A. Donovan, colonel retraité du corps des Marines.

#### L'ère Schemmer
À la fin des années 1960, le journal est surtout connu et lu pour ses informations sociales sur le corps des officiers américains. Les choses changent en 1968, lorsque Benjamin F. Schemmer rachète le journal. Diplômé de West Point en 1954, Schemmer avait servi cinq ans en tant qu'officier d'infanterie, travaillé pour Boeing jusqu'en 1965, puis était devenu directeur des systèmes d'armement des forces terrestres au sein du bureau du secrétaire à la défense (analyse des systèmes),. Le 6 juillet 1968, Schemmer a rebaptisé la publication Armed Forces Journal et l'a transformée en magazine hebdomadaire avec un nouvel objectif: une couverture analytique en profondeur des questions de défense. Il reçoit également un nouveau sous-titre: "Defense Weekly" L'hebdomadaire de la défense a remplacé "Spokesman of the Services Since 1863" (Porte-parole des services depuis 1863). "En août 1971, l'hebdomadaire devient un mensuel. En février 1974, Schemmer ajoute un mot au titre, baptisant la publication Armed Forces Journal International.
LuAnne K. Levens, la seconde épouse de Schemmer, devient éditrice en 1977.
Le célèbre expert en défense Anthony Cordesman est le rédacteur en chef international de l'AFJ jusqu'en avril 1984.
En mars 1988, Schemmer et Levens ont vendu AFJI à Pergamon-Brassey's Defense Publishers de Greenwich du Connecticut, une filiale américaine de la société britannique Maxwell Communication. Divers journaux ont rapporté que le tirage du magazine à l'époque était d'environ 42 500 ou 45 000 exemplaires, dont la moitié était payée et l'autre moitié envoyée gratuitement aux principaux dirigeants. "La publication couvre l'arène internationale de la défense, les armes et la recherche, l'électronique, l'armée soviétique et les questions militaires au Congrès, au Pentagone et à la Maison Blanche", indique le The Washington Post. Schemmer, qui est resté rédacteur en chef, a déclaré que la grande société l'avait approché pour la première fois environ cinq ans auparavant et que lui et Levens avaient fini par vendre parce qu'ils pensaient que Maxwell offrait "d'énormes possibilités d'expansion internationale".
Schemmer démissionne en 1992 pour des raisons de santé.
Le rédacteur en chef suivant est John Roos, un major à la retraite ayant servi pendant 21 ans dans l'armée américaine.
En 1993, le magazine est racheté par Donald Fruehling, qui avait dirigé la division américaine de Maxwell Communications lors de l'acquisition d'AFJI, et son épouse Gudrun. Maxwell Communications avait fait faillite et avait été démantelée.

### Dans les années 2000

#### L'ère Gannett
En septembre 2002, Armed Forces Journal International Publishing Co. a été racheté par Army Times Publishing Company, une division de Gannett. Un rapport de l'Associated Press décrit l'AFJ comme un magazine qui "donne aux officiers militaires des analyses, des points de vue et des commentaires sur les derniers développements technologiques et stratégiques".
En novembre 2005, Thomas Donnelly devient rédacteur en chef.
Onze mois plus tard, Karen Walker, anciennement directrice de la rédaction, remplace Donnelly au poste de rédactrice en chef.
En 2011, Bradley Peniston a pris la relève en tant que rédacteur en chef. L'année suivante, la publication a été nommée l'un des 10 meilleurs magazines du pays avec moins de 2 millions de dollars de revenus annuels par l'American Society of Business Publication Editors,.
En 2013, l'Armed Forces Journal a fêté son 150e anniversaire. Il a également annoncé son intention de cesser sa publication imprimée et de devenir un titre uniquement en ligne.
La dernière publication de l'AFJ remonte au 29 avril 2014, sous la direction de l'éditrice Elaine Donnelly. Le site web a disparu à la mi-2015 mais a été rétabli, sans mise à jour, en janvier 2016.

## Source
- (en) Cet article est partiellement ou en totalité issu de l’article de Wikipédia en anglais intitulé « Armed Forces Journal » (voir la liste des auteurs).